# Angela Migliazza
Angela Migliazza (* 28. Juli 1984) ist eine deutsche Fußballspielerin.

## Karriere
Migliazza begann ihre Karriere 1991 in der männlichen F-Jugend des SV Ödsbach und wechselte 1999 in die Jugendabteilung des SC Sand. Seit Einführung der 2. Bundesliga zur Saison 2004/05 bestritt Migliazza 193 Zweitligapartien für die Willstätterinnen und ist damit aktuell (Stand: Saisonende 2013/14) vor ihren (ehemaligen) Teamkolleginnen Christine Veth und Désirée Schneider Rekordspielerin der 2. Bundesliga Süd.
In der Saison 2013/14 gelang ihr mit ihrer Mannschaft als Meister der 2. Bundesliga Süd der Aufstieg in die Bundesliga, wo sie am 31. August 2014 (1. Spieltag) beim 1:1 gegen den FF USV Jena debütierte.

## Sonstiges
Migliazza arbeitet hauptberuflich als diplomierte Bankkauffrau.

## Erfolge
- 2013/14: Meister der 2. Bundesliga Süd und Aufstieg in die Bundesliga (mit dem SC Sand)
- 2011/12: Meister der Regionalliga Süd und Aufstieg in die 2. Bundesliga (mit dem SC Sand)